# 무라키사와촌
무라키사와촌(村木沢村)은 야마가타현 미나미무라야마군에 있던 촌이다. 현재의 야마가타시에 해당한다.

## 역사
- 1889년 4월 1일 - 정촌제 시행에 의해 미나미무라야마군 무라키사와촌이 성립하였다.
- 1954년 11월 1일 - 야마가타시에 편입해, 동일 가나이촌은 폐지되었다.

## 참고문헌
- 大日本篤農家名鑑編纂所編『大日本篤農家名鑑』大日本篤農家名鑑編纂所、1910年。
- 高崎雅雄編『大日本医師名簿』光明社、1925年。
- 『가도카와 일본 지명 대사전 6 山形県』。